# The Passion of the Christ
The Passion of the Christ (La Passió de Crist) és una pel·lícula de l'any 2004. Mel Gibson en va ser el director, el coproductor i el coguionista. Els altres productors van ser Bruce Davey i Stephen McEveety. L'altre guionista fou Benedict Fitzgerald.
Va ser protagonitzada per James Caviezel, Maia Morgenstern, Monica Bellucci, Hristo Shopov, Mattia Sbragia i Rosalinda Celentano.
La música va estar a càrrec de John Debney.
La pel·lícula va obtenir tres nominacions pels Oscars.
Una de les característiques més singulars d'aquesta obra és la d'estar parlada en arameu, hebreu i llatí.
Està basada en els relats del Nou Testament sobre la detenció, judici, tortura, crucifixió i resurrecció de Jesucrist. Aquests esdeveniments es coneixen normalment en el cristianisme com la Passíó.
També està basada en narracions pies com la de Divendres de Dolors o altres obres devocionals, com les visions atribuïdes a Anne Catherine Emmerich.
La pel·lícula parlada, com s'ha dit, en arameu, hebreu i llatí porta subtítols. És el film no parlat en anglès amb més recaptació i el de més èxit dels classificats "R" als Estats Units, aquesta classificació va estar motivada per les seves escenes de gran violència.
Segons Mel Gibson aquesta és una pel·lícula sobre l'amor, l'esperança la Fe i el perdó.

## Distribució
- Jim Caviezel: Jesús de Natzaret
- Maia Morgenstern: Maria, mare de Jesús
- Christo Jivkov: Joan l'Apòstol
- Francesco de Vito: Sant Pere
- Monica Bellucci: Maria Magdalena
- Luca Lionello: Judes
- Hristo Chopov: Ponç Pilat
- Rosalinda Celentano: Satanàs
- Claudia Gerini: Clàudia Pròcula
- Fabio Sartor: Abenader
- Sergio Rubini: Dimes
- Toni Bertorelli: Annàs
- Roberto Bestazzoni: Malc
- Francesco Cabras: Mal Lladre
- Giovanni Capalbo: Sant Longí
- Mattia Sbragia: Caifàs, el gran sacerdot
- Olek Mincer: Sant Nicodem
- Jarreth J. Merz: Simó apòstol
- Matt Patresi: Janus
- Giacinto Ferro: Josep d'Arimatea
- Pedro Sarubbi: Barrabàs
- Luca de Dominicis: Herodes Antipas

## Limitacions a l'exhibició
El film va ser prohibit a l'Aràbia Saudita, el Kuwait i Bahrain, ja que, segons l'Alcorà, Jesús ni és fill de Déu ni va morir a la creu. A Malàisia en un principi també es volia prohibir però davant les protestes de la població cristiana del país es va permetre projectar-la, tot i que només per a la població cristiana i en determinades sales de cinema.

## Crítica
En general va haver de tèbies a bones crítiques havent-hi consens sobre que les explícites escenes de tortura feien el missatge obscur si tractaven de convèncer.